# DAC/NRF
Der Deutsche Arzneimittel-Codex/Neues Rezeptur Formularium (DAC/NRF) ist ein durch die Bundesvereinigung Deutscher Apothekerverbände e.V. (ABDA) herausgegebenes Ergänzungsbuch zum Arzneibuch in Deutschland. Es setzt sich aus den bis 2013 eigenständigen Werken Deutscher Arzneimittel-Codex und Neues Rezeptur-Formularium zusammen und wird halbjährlich aktualisiert.
Im DAC/NRF-Werk werden Arzneimittel und Ausgangsstoffe für die Arzneimittelherstellung aufgeführt (monografiert), die im Europäischen Arzneibuch (Ph. Eur.), Deutschen Arzneibuch (DAB) und Homöopathischen Arzneibuch (HAB) keine Erwähnung finden.

## Deutscher Arzneimittel-Codex (DAC)
Eine Ergänzung zum Arzneibuch war notwendig geworden, da auch die Ausgangsstoffe zur Arzneimittelherstellung hinsichtlich ihrer Qualität strenge Normen erfüllen müssen. Die Forderungen an Identifikation, Reinheit und Gehalt sind im amtlichen Arzneibuch enthalten. Probleme bereiteten in der Apothekenpraxis allerdings die Prüfung der Stoffe, die weder im Europäischen Arzneibuch (Ph. Eur.), im Deutschen Arzneibuch (DAB) noch im Homöopathischen Arzneibuch (HAB) beschrieben sind. Um diese Lücke zu schließen, beschloss die ABDA – Bundesvereinigung Deutscher Apothekerverbände e.V. 1967 die Herausgabe eines Ergänzungsbuches zum Arzneibuch. Die erste Ausgabe erschien 1972 unter dem Titel Deutscher Arzneimittel-Codex (DAC) und stellte eine Fortführung des amtlichen Ergänzungsbuchs 6 dar, das zum damaligen Zeitpunkt schon mehrere Jahrzehnte nicht mehr aktualisiert worden war. Gemäß dieser ursprünglichen Idee werden DAC-Monographien als anerkannte Standards von industriellen Herstellern für die Erstellung der Prüfzertifikate von Ausgangsstoffen nach Apothekenbetriebsordnung (ApBetrO) herangezogen.

## Neues Rezeptur-Formularium (NRF)
Das „Neue Rezeptur-Formularium“ (NRF) hat seit 1983 durch standardisierte "Formeln" (gemeint sind Rezepturen) und apothekengerechte Herstellungstechniken eine wichtige Funktion in der pharmazeutischen Qualitätssicherung der Rezepturarzneimittel, vor allem für jene Arzneimittel, die nicht als Fertigarzneimittel verfügbar sind. Darunter fallen insbesondere Zubereitungen für die lokale Anwendung in den Bereichen Dermatologie, Hals-Nasen-Ohren-Heilkunde, Augenheilkunde und Zahnmedizin, ferner spezielle Dosierungen in der Kinderheilkunde (Pädiatrie). Das NRF ersetzt seit 1983 die Deutschen Rezeptformeln (DRF) und zahlreiche Vorschriften sind von den Standardrezepturen 1990 (SR), der letzten in der DDR amtlichen Formelsammlung, übernommen worden. Die bei der Herstellung von Rezepturarzneimitteln in der Apotheke vorgeschriebene Plausibilitätsprüfung wird durch das Verwenden von NRF-Vorschriften erheblich vereinfacht, da die galenische Stabilität bei der Zubereitung von standardisierten Rezepturformeln gewährleistet ist.

## DAC/NRF-Kommission
Für die publizierten Inhalte des DAC/NRF-Werks ist das von der Herausgeberin eingesetzte Expertengremium DAC/NRF-Kommission verantwortlich. Die mit unabhängigen Experten besetzte Kommission stellt mit ihrer wissenschaftlichen Beratung sicher, dass bei allen Monographien und Texten der anerkannte Stand der Pharmazeutischen Wissenschaften berücksichtigt ist, dass nur gesundheitlich unbedenkliche und keine fragwürdigen Ausgangsstoffe und Arzneimittel monographiert werden und nicht mehr genutzte Rezepturen gestrichen werden. Monographien und Texte werden in Abstimmung mit der DAC/NRF-Kommission in den Laboratorien der Avoxa – Mediengruppe Deutscher Apotheker GmbH in Eschborn entwickelt und redaktionell umgesetzt.

## Elektronische Fassung
Neben der Loseblatt-Ausgabe gibt es seit 2008 das DAC/NRF-Werk als elektronische Fassung auf DVD. Seit 2013 bietet dac-nrf.de exklusiv für Abonnenten von DAC/NRF neben dem DAC/NRF-Werk einen umfangreichen Internetauftritt u. a. mit der rund dreitausend Einträge umfassenden Rezepturformel-Datenbank („Rezepturenfinder“), weitergehenden Informationen zu allen Rezeptur-Themen („Rezepturhinweise“) sowie Arbeitsvorlagen, Rechenhilfen und Tabellen für die Rezeptur („Tools“).